# Peterhouse
Peterhouse ist das älteste bestehende College der Universität Cambridge. Es wurde 1284 von Hugh von Balsham, Bischof von Ely, gegründet. Es nimmt Studierende beiderlei Geschlechts auf, 41 Professoren (Fellows) lehrten hier. Der Name Peterhouse wird ohne den Zusatz „College“ verwendet.

## Geschichte
Laut Legende wurde die Universität Cambridge zu Beginn des 13. Jahrhunderts gegründet. Offiziell gilt das Gründungsdatum von Peterhouse als Gründungsdatum der Universität. 1280 erlaubte König Eduard I. dem (für Cambridge zuständigen) Bischof von Ely, Hugh von Balsham, einige Studenten im St.-John’s-Spital (heute St. John’s College) aufzunehmen, wo diese nach den Regeln des Merton College leben sollten. Da sich das Zusammenleben der Studenten mit den Insassen des Spitals als schwierig erwies, wurden 1284 für die Studenten und den Master zwei Häuser außerhalb der Stadtmauer, an der Straße nach Trumpington erworben. Die dort befindliche Peterskirche diente als Namensgeber und Collegekirche. Nach dem Tod des Bischofs Hugh (1286) konnte mit dem von ihm hinterlassenen Betrag von 300 Mark (etwa 200 Pfund Sterling) weiteres Land südlich der Kirche erworben werden, um das Hauptgebäude zu errichten.
Der 1553 ernannte Master Andrew Perne schaffte es, sowohl von Maria der Katholischen als auch von Elisabeth I. unterstützt zu werden. Bei seinem Tod im Jahr 1589 hinterließ Perne dem College seine umfangreiche Bibliothek und ein gewisses Vermögen; mit dem Geld konnten einige Stipendien eingerichtet werden und die Bibliothek bildete den Grundstein der heute „Perne Library“ genannten historischen Bibliothek des Colleges.
Der Master der Jahre 1626–1634, Matthew Wren, war ein Förderer des Arminianismus. Unter ihm und seinem Nachfolger John Cosin (1595–1672) war Peterhouse als Zentrum dieser Bewegung in England bekannt. Unter Cosin wurde die Kapelle nach William Lauds Vorstellungen umgebaut. 1643, zu Beginn des englischen Bürgerkriegs, wurde Cosin abgesetzt und die Kapelle nach puritanischen Prinzipien von Statuen und Dekorationen befreit.
Zum 600-jährigen Jubiläum von Peterhouse (1884) ließ Lord Kelvin in einigen Gebäuden des Colleges elektrische Beleuchtung installieren.
In den 1980ern war Peterhouse mit der Conservative Party von Margaret Thatcher eng verbunden. So sind die konservativen Politiker Michael Portillo und Michael Howard Absolventen von Peterhouse; der Master dieser Zeit, Hugh Trevor-Roper, geriet aber wiederholt in Konflikt mit dieser Linie einiger Petrianer.

## Zahlen zu den Studierenden
Peterhouse ist nach Clare Hall das zweitkleinste College in Cambridge: Im Dezember 2022 waren 477 Studierende am Peterhouse eingeschrieben. Davon strebten 290 (60,8 %) ihren ersten Studienabschluss an, sie waren also undergraduates. 187 (39,2 %) arbeiteten auf einen weiteren Abschluss hin, sie waren postgraduates. 170 Studierende (35,6 %) kamen aus dem Ausland. 2020 waren es 493 Studierende gewesen, davon ebenfalls 187 im weiterführenden Studium, 2021 insgesamt 491.

## Bibliotheken
Peterhouse hat drei Bibliotheken. Die älteste Sammlung, jene der mittelalterlichen Handschriften und Noten, wurde praktisch mit der Gründung des Colleges im späten 13. Jahrhundert angelegt und wird heute von der Universitätsbibliothek verwaltet. Daneben gibt es die Perne-Bibliothek, die auf der Erbschaft von Master Andrew Perne († 1589) aufbaut und heute etwa 4000 Werke beinhaltet, die dem College großteils von ehemaligen Mastern und Fellows vermacht wurden. Die Perne-Bibliothek ist am First Court, im Westen des Geländes, über der Portierloge untergebracht.
Die aktuelle Ward-Bibliothek, die von den Studenten des Colleges genutzt wird, wurde durch das Testament von Adolphus William Ward (Master 1900 bis 1924) gegründet, der dem Peterhouse etwa 5.000 Bände hinterließ. Nachdem diese Bibliothek auf ca. 60.000 Bände angewachsen war, wurden die alten Räume am ersten Hof zu klein. In der nordöstlichen Ecke des Collegegeländes, an der Little St. Mary’s Lane, befindet sich das ehemalige Universitätsmuseum für klassische Archäologie. Es wurde 1982 zum Sitz der Ward-Bibliothek.
Die Perne-Bibliothek wird seither nur für historische Forschungen benutzt (wobei die Werke aus dem 19. Jahrhundert in die Ward-Bibliothek verlegt wurden).

## Gebäude und Freiräume

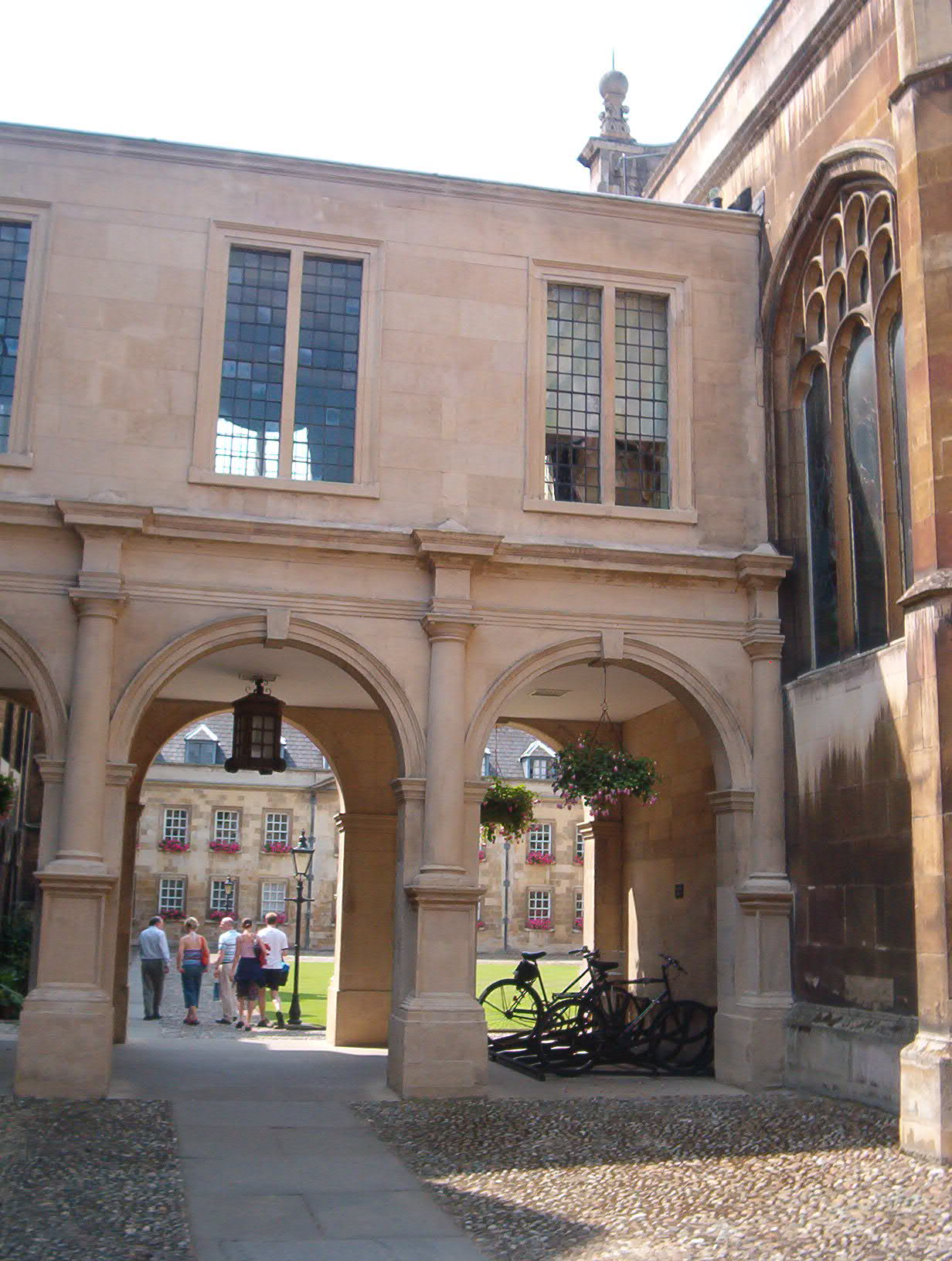
Der Bogengang der Kapelle, vom ersten Hof aus, durch den man den alten Hof sieht.

Peterhouse liegt links und rechts der Trumpington Street, die vom Stadtkern südwärts weist. Im Süden von Peterhouse, an der westlichen Seite der Trumpington Street liegt das Fitzwilliam-Museum. Die Gärten des Colleges und einige Nebengebäude befinden sich hinter dem östlichen Teil des Museums. Die verschiedenen Gebäude wurden im Laufe der über 700-jährigen Geschichte errichtet und im Laufe der Zeit auch verändert oder erweitert. Laut Aufzeichnungen wurde das College 1420 durch ein Feuer teilweise zerstört. Der Haupteingang wurde mehrmals verlegt, da eine Reihe von Häusern, die ursprünglich an der Trumpington Street standen, abgebrochen wurden.

### First Court
Der Eingangsbereich bei der Trumpington Street wird First Court (erster Hof) genannt; er wird im Norden durch das Burroughs-Building (im 18. Jahrhundert errichtet), im Osten durch die Straße, im Süden durch die Portiersloge und im Westen durch die Kapelle begrenzt. Über der Portiersloge befindet sich die Perne-Bibliothek; das Gebäude konnte dank der Hinterlassenschaft des früheren Masters Andrew Perne um 1590 errichtet werden und wurde 1633 zur Straße hin erweitert. Die Perne-Bibliothek wurde im 17. Jahrhundert, wie die Kapelle, mit Täfelungen ausgestattet. Der Bereich über der Perne-Bibliothek wurde zwischen 1952 und 1984 von der Ward-Bibliothek genutzt.
Das Burroughs-Building ist nach dem Architekten benannt, Sir James Burroughs, Master des Gonville and Caius College, und wurde 1736 errichtet. Es gehört zu einer Reihe von neu-palladianischen Gebäuden in Cambridge; zu diesen gehören die Hall und der Old Court von Trinity Hall und die Kapelle von Clare College.

### Kapelle

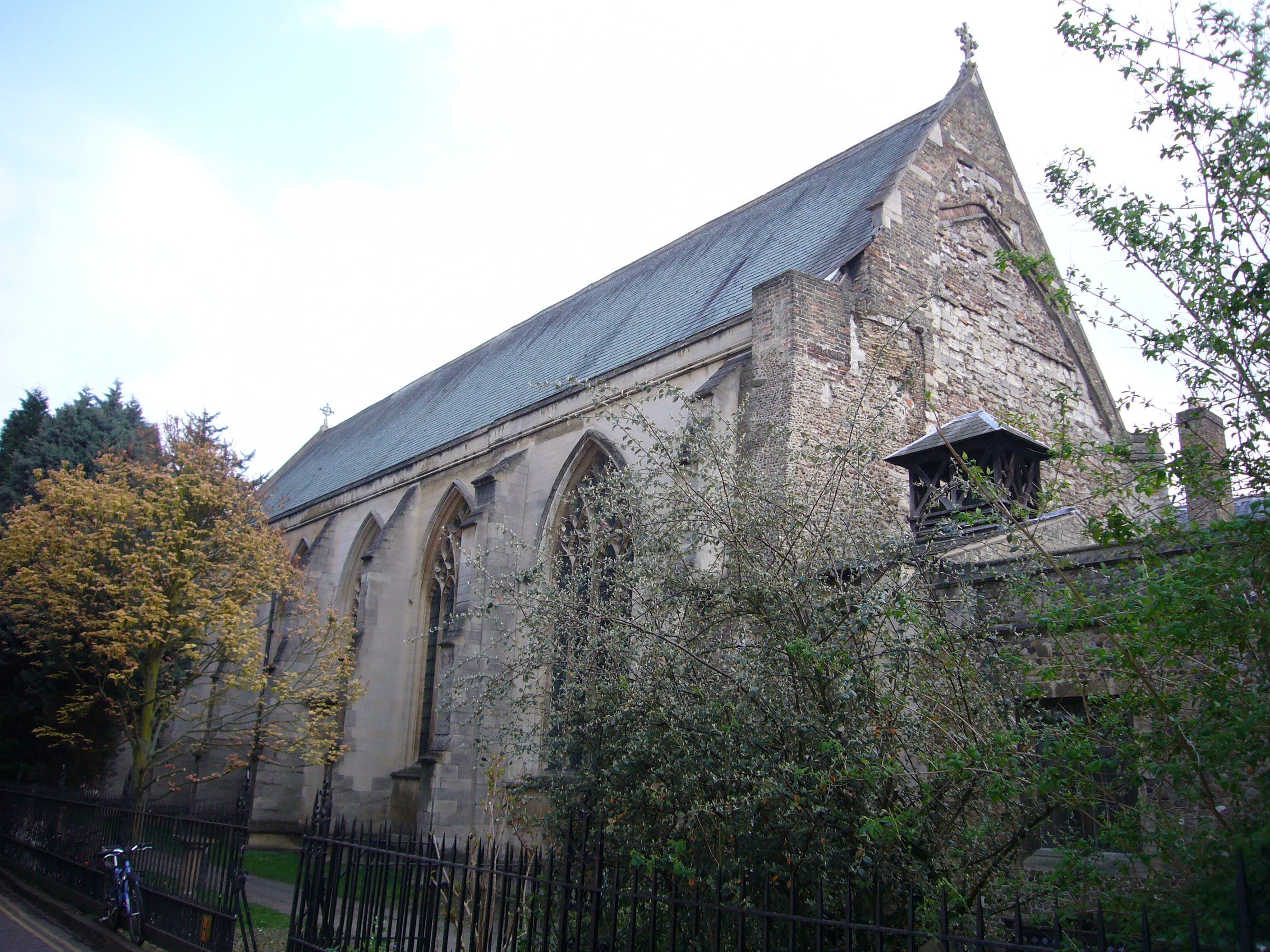
Little St. Mary

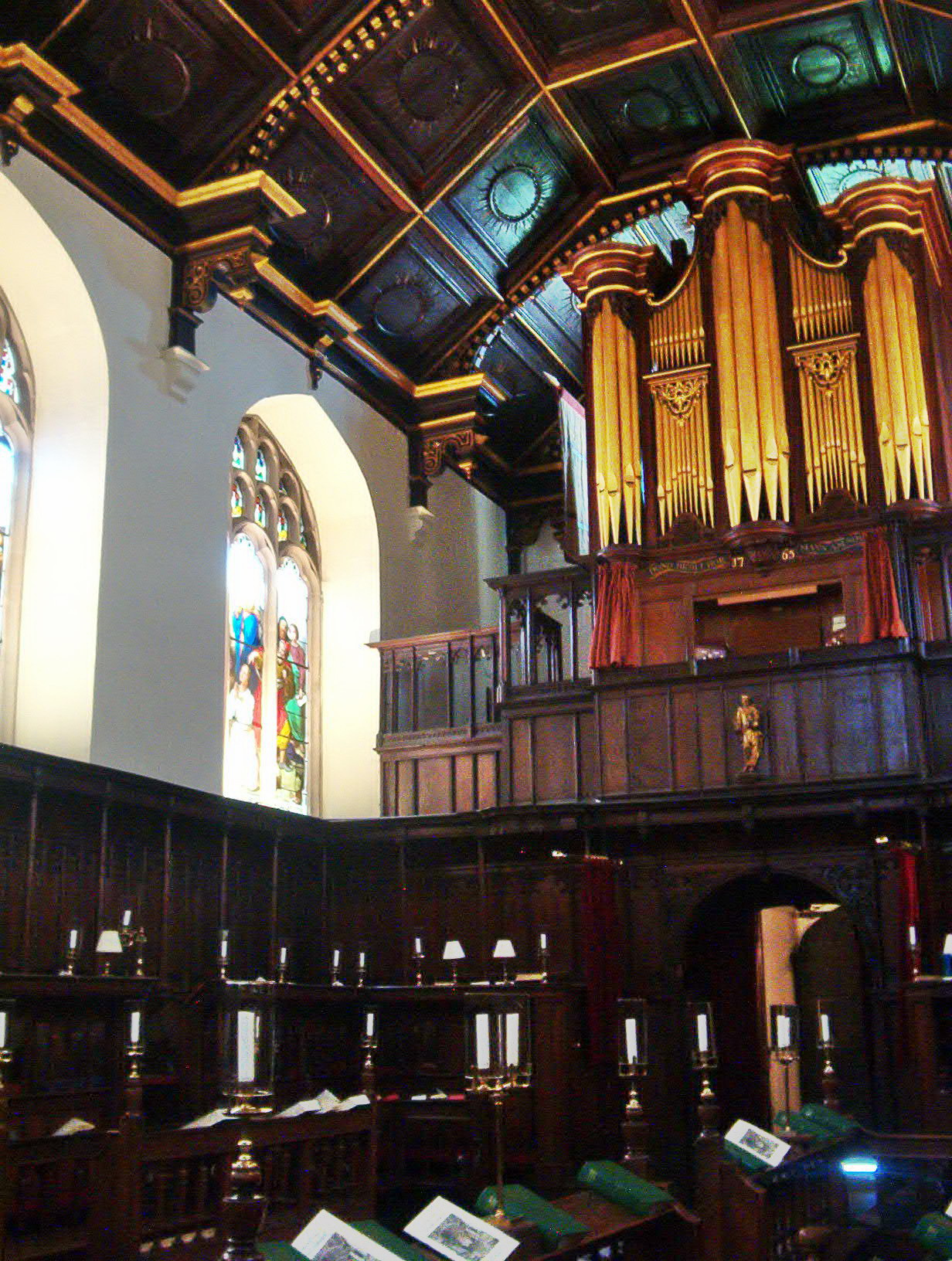
Innenansicht der Kapelle

Die Kapelle wurde 1628 an Stelle der alten Hostels (Unterkünfte) in der Nähe des Haupteingangs errichtet. Zuvor war die naheliegende Marienkirche (die im 13. Jahrhundert noch Simon Petrus geweiht war) als Collegekapelle verwendet worden. Die Kapelle wurde am 17. März 1632 von Francis White, Bischof von Ely konsekriert.
Der Stil der Kapelle lässt erkennen, dass bei ihrer Errichtung der Arminianismus aktuell war. Die von Bischof William Laud bevorzugte gotische Baukunst herrscht vor, die Kapelle weist auch neuere Renaissance-Elemente auf (zum Beispiel eine Pietà). Ihre Lage in der Mitte einer Seite eines Hofes, in einen Bogengang eingebaut, ist für Cambridge ungewöhnlich, nur das Emmanuel College hat eine ähnlich angeordnete Kapelle von Christopher Wren.
Die heutigen Glasfenster wurden 1855 vom Glasmaler Max Ainmiller gemalt. Die erste in der Kapelle beigesetzte Person war Samuel Horne, ein Fellow des Peterhouse. Horne war möglicherweise auch Kaplan der Kapelle.

### Old Court

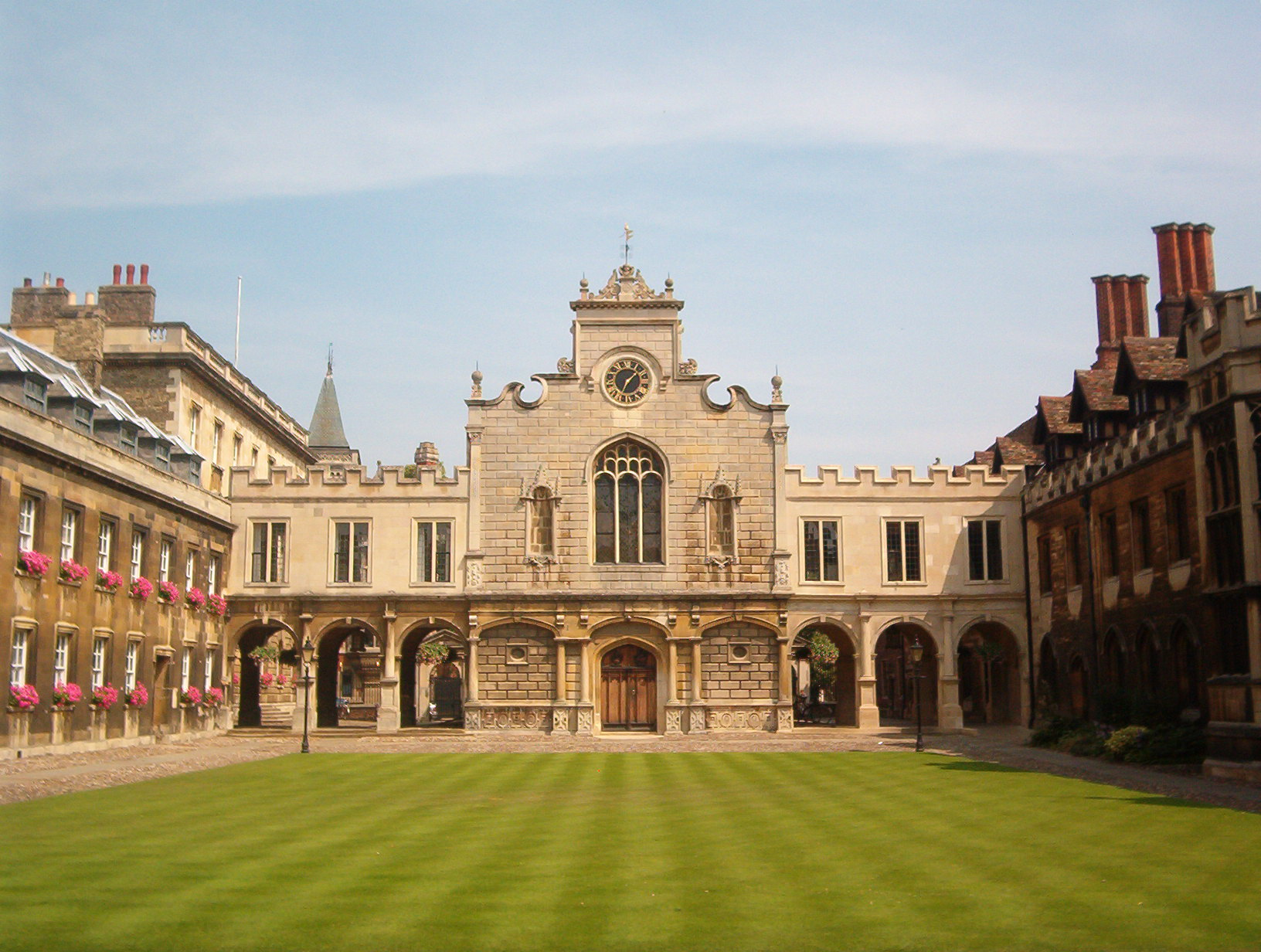
Die Fassade der Kapelle am alten Hof (Old Court)

Der Old Court (alter Hof) liegt jenseits der Bögen der Kapelle. Im Süden des Hofes liegt der Speisesaal, das einzige Gebäude des Colleges, das aus dem 13. Jahrhundert stammt. Er wurde zwischen 1866 und 1870 durch George Gilbert Scott junior wiederhergestellt. Unter Scott wurden unter anderem die Holzdecke repariert und die Bleiglasfenster durch präraffaelische Exemplare von William Morris, Ford Madox Brown und Edward Burne-Jones ersetzt. Der Speisesaal wurde 2006–07 restauriert.
Die Nord- und die Westseite des Old Court wurden im fünfzehnten Jahrhundert errichtet. Die Kapelle mit ihren Bogengängen bildet die Ostseite des Hofes und gleichzeitig seinen Zugang. Die Räume am Old Court werden von Studenten und einigen Fellows bewohnt.

### Gisborne Court
Der Gisborne Court ist vom Old Court aus zugänglich, wo auf der Westseite ein Durchgang ist. Er wurde in den Jahren 1825–26 mit den Mitteln errichtet, die Francis Gisborne, ein früherer Fellow, 1817 dem College vermacht hatte. Der Hof ist mit weißen Backsteinen im neugotischen Stil nach den Plänen von William McIntosh Brookes errichtet. Nur drei Seiten des Hofes wurden bebaut, die Westseite wurde durch eine 1939 abgebrochene Mauer begrenzt, an deren Stelle zu Beginn des 21. Jahrhunderts das nach Frank Whittle benannte Whittle Building errichtet wurde. Das im Februar 2015 eröffnete Gebäude wurde vom Architekten John Simpson im neugotischen Stil entworfen, um es an seine Umgebung anzupassen, stieß aber wegen dieser traditionellen Gestaltung auch auf Kritik. Die Zimmer am Gisborne Court werden hauptsächlich von Studenten bewohnt. Im Whittle Building befinden sich auch der Aufenthaltsraum der Studenten und ihre Bar.

### Fen Court und das Birdwood Building
Westlich des Gisborne Court liegt Fen Court, ein teilweise auf Stelzen gebautes Gebäude aus der ersten Hälfte des 20. Jahrhunderts. Fen Court wurde 1939 bis 1941 nach den Plänen von H. C. Hughes und Peter Bicknell errichtet. Es gehört zu den ersten Gebäuden in Cambridge, die im Bauhaus-Stil errichtet wurden. Das angebaute Badehaus wird Birdwood Building (nach dem früheren Master William Birdwood) genannt und bildet zurzeit die westliche Grenze des Gisborne Court. Das Badehaus wurde auch von Hughes und Bicknell geplant und 1932 bis 1934 errichtet.

### Gärten

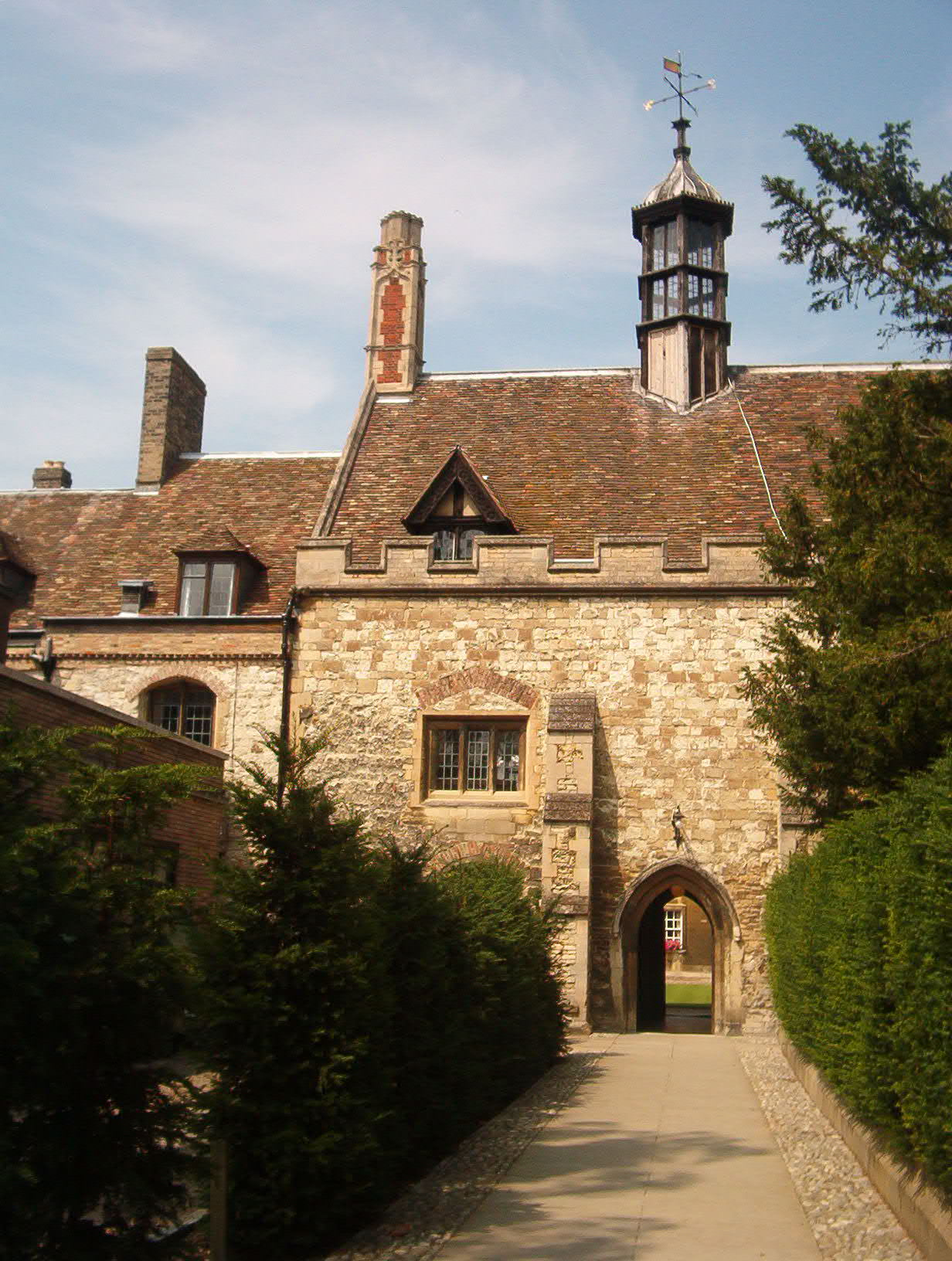
Außenseite der Hall, mit dem Deer Park

Am Gelände südlich des Gisborne Court wurden im 19. Jahrhundert Hirsche gehalten, seither wird es Deer Park genannt, vorher wurde es the Grove (der Hain) genannt. Damals war der Deer Park als kleinstes Hirschgehege Englands bekannt. Die Tiere starben aber nach dem Ersten Weltkrieg.
Die anderen Gärten sind der Fellows' Garden, der zwischen der Perne Bibliothek (und den angebauten Gebäude am Old Court) und dem Fitzwilliam-Museum liegt und der Scholars’ Garden im Süden des Geländes, beim William-Stone-Building.

### William-Stone-Building
Das William-Stone-Building liegt südlich des Deer Parks und wurde mit der Hinterlassenschaft von William Stone (1857–1958) errichtet, der ein ehemaliger Student des Colleges war (1963–64), nach den Plänen von Sir Leslie Martin und Sir Colin St John Wilson. Das William-Stone-Building ist ein achtstöckiges Gebäude, das sowohl von Studenten als auch von Fellows bewohnt wird.

### Wohnung des Masters
Die Wohnung des Masters (Master’s Lodge) liegt auf der östlichen Seite der Trumpington Street und wurde 1727 mit dafür zweckgebundenen Mittel der Erbschaft des Fellows Charles Beaumont, Sohn des früheren Masters Joseph Beaumont, erworben. Sie ist mit roten Backsteinen im Queen Anne Style gebaut.

### Hostel
Das Hostel (Herberge) liegt nahe der Wohnung des Masters auf der östlichen Seite der Trumpington Street und wurde 1926 im Neu-Georgianischen Stil errichtet. In ihm wohnen zurzeit Studenten und einige Fellows. Während des Zweiten Weltkrieges war hier die London School of Economics untergebracht.

## Wappen
Das College hat im Laufe seiner Geschichte fünf verschiedene Wappen benutzt.
Das Wappen zeigt innen das Wappen des Gründers Hugh de Balsham, und außen die Kronen der Diözese Ely.

## Bekannte Absolventen
Zu den Mitgliedern von Peterhouse gehören drei Nobelpreis-Träger: Aaron Klug, Archer J. P. Martin und Max Ferdinand Perutz. Weitere bekannte Absolventen sind William Thomson, 1. Baron Kelvin, Charles Babbage und Augustus FitzRoy, 3. Duke of Grafton.
Ein bekannter Student des Peterhouse im 18. Jahrhundert war der Dichter und Historiker Thomas Gray; er verließ das College noch vor seinem Abschluss und wechselte in das Pembroke College.
Im 20. Jahrhundert war das College sowohl für seine Leistungen in der Geschichtswissenschaft als auch in der Naturwissenschaft bekannt. Bekannte Fellows der historischen Fachrichtung waren Adolphus William Ward, Harold Temperley, Herbert Butterfield, Hugh Trevor-Roper, Maurice Cowling und Niall Ferguson. Bekannte Fellows der Naturwissenschaft waren Aaron Klug, Max Perutz, Archer J. P. Martin, Frank Whittle und James Dewar.

## Gesellschaften
- The Heywood Society (Theater und Film)
- Junior Common Room
- Middle Common Room
- Boat Club
- Golf Club
- Mountaineering & Climbing
- Perne Club
- History Society
- Kelvin Club
- Politics Society
- Theory Group
- Music Society
- Chapel Choir
- Christian Union[17]